# Amazônia Centro do Mundo
Amazônia Centro do Mundo è stata una conferenza sulla crisi climatica organizzata da Eliane Brum, giornalista e documentarista brasiliana, dall'Istituto Ibirapitanga, dall'Istituto Socio-ambientale e dall'Associazione degli Abitanti della Reserva Extrativista Rio Iriri nel novembre 2019 ad Altamira nello Stato del Parà in Brasile, città che già nel 1989 è stata sede del primo incontro dei popoli indigeni dello Xingu.
L'evento, avvenuto tra il 17 e il 19 novembre 2019 presso il Campus dell'Università Federale del Pará (UFPA), ha riunito diversi leader delle comunità della foresta amazzonica (indigeni, ribeirinhos e quilombolas), attivisti dei vari movimenti internazionali sul clima e scienziati per dialogare sul futuro sostenibile dell'Amazzonia e del pianeta. 
Al fianco dei rappresentanti delle comunità amazzoniche, sono intervenuti Raoni Metuktire, capo della tribù dei Kayapó, l'antropologa Manuela Carneiro da Cunha, lo scienziato Antonio Nobre, l'archeologo Eduardo Góes Neves, il vescovo emerito dello Xingu, Erwin Kräutler, il socio-ambientalista, Marcio Santilli, l'attivista e fondatrice del Movimento Xingu Vivo Para Sempre, Antônia Melo.
Il programma dell'incontro ha compreso non solo dibattiti sulla crisi climatica e temi quali le grandi opere infrastrutturali, gli incendi e la deforestazione illegale, ma anche eventi culturali e una fiera di scambi di prodotti locali e artigianali per rafforzare l'alleanza tra i popoli forestali e le popolazioni urbane locali, nazionali e internazionali.
La città di Altamira, sede dell'incontro, soffre quotidianamente gli impatti socio-ambientali causati dalla costruzione della diga Belo Monte, per il funzionamento dell'omonima centrale idroelettrica, che ha cambiato il volto di una regione incontaminata.
La costruzione della diga, deviando il corso del fiume Xingu, ha infatti devastato una vasta area di foresta pluviale e causato lo sfollamento delle comunità locali indigene e fluviali. Inoltre, gli specialisti del clima sottolineano i danni provocati all'ambiente circostante, in quanto l'acqua del fiume è stata inquinata, mettendo a rischio la biodiversità dell'ecosistema e la stessa alimentazione dei popoli indigeni e fluviali. Infine, durante la sua costruzione, l'enorme cantiere ha attirato nella regione lavoratori e migranti alterandone gli equilibri sociali: la prostituzione e la criminalità sono dilagate, e le comunità locali, che vivevano pacificamente, si sono divise e sono entrate in conflitto tra loro.
La centrale idroelettrica di Belo Monte nacque come progetto della dittatura militare brasiliana nel periodo 1964-1985, che però nessun governo riuscì a realizzare a causa della resistenza dei popoli indigeni, in particolare del popolo Kayapò, e dei movimenti sociali della regione di Altamira. Infatti, durante i governi della dittatura militare, la foresta amazzonica è stata rappresentata come un nemico che impediva l'espansione economica e il benessere della nazione. Questa visione politica è responsabile della deforestazione di importanti aree e della distruzione della biodiversità, nonché dalla morte e genocidio dei popoli indigeni e delle comunità fluviali, e non fu mai abbandonata nemmeno con il ritorno della democrazia alla fine degli anni '80. Il progetto di costruzione della diga è stato successivamente ripreso dai governi di sinistra, dimostrando come la visione dell'Amazzonia quale oggetto di dominio e sfruttamento non sia cambiata rispetto a quella della dittatura militare ed anzi attraversi tutta la platea delle ideologie. Inoltre, nel 2019 il governo di destra brasiliano ha rinforzato e accelerato il processo di sfruttamento e deforestazione dell'Amazzonia con il rischio dell'approssimarsi del punto di non ritorno, ovvero il momento in cui la foresta cessi di svolgere il suo ruolo di regolatrice del clima.
Esito dell'incontro di Altamira è stato la nascita del Movimento Amazônia Centro do Mundo e la stesura del relativo Manifesto, un documento che richiama l'attenzione sull'importanza dell'Amazzonia nell'emergenza climatica per il suo ruolo cruciale nel controllo del surriscaldamento terrestre, e quindi sulla necessità di preservare la più grande foresta pluviale del pianeta creando un'alleanza globale in sua difesa.